# Russell Smith (piragüista)
Russell Smith es un deportista británico que compitió en piragüismo en la modalidad de eslalon. Ganó una medalla de oro en el Campeonato Mundial de Piragüismo en Eslalon de 1987, en la prueba de K1 por equipos.

## Palmarés internacional
| Campeonato Mundial | Campeonato Mundial            | Campeonato Mundial | Campeonato Mundial |
| Año                | Lugar                         | Medalla            | Competición        |
| ------------------ | ----------------------------- | ------------------ | ------------------ |
| 1987               | Bourg-Saint-Maurice (Francia) | Medalla de oro     | K1 por equipos     |